# Kommunistischer Jugendverband Chinas
Der Kommunistische Jugendverband Chinas (KJVC) (chinesisch 中國共產主義青年團 / 中国共产主义青年团, Pinyin Zhōngguó Gòngchǎnzhǔyì Qīngniántuán, kurz chinesisch 共青團 / 共青团, Pinyin Gòngqīngtuán) ist die Jugendorganisation der Kommunistischen Partei Chinas (KPCh). Sie entspricht den Massenorganisationen Komsomol der KPdSU in der Sowjetunion bzw. der FDJ in der DDR.

## Geschichte des Kommunistischen Jugendverbandes Chinas

### 1920–1945
1920 wurde in Shanghai der erste sozialistische Jugendverband gegründet.
Im Mai 1922 wurde auf Initiative der KPCh der Sozialistische Jugendverband Chinas gegründet, der im Januar 1925 auf der III. Nationalen Delegiertentagung in Kommunistischer Jugendverband Chinas (KJVC) umbenannt wurde.
Während des antijapanischen Krieges (1937–1945) bemühte sich der KJVC, den Widerstand der antijapanischen Jugend zu organisieren.

### 1949–1957
Im Januar 1949 wurde auf Beschluss des Zentralkomitees (ZK) der KPCh der Neudemokratische Jugendverband Chinas gegründet, der sich nach der Gründung der Volksrepublik China (VRCh), die am 1. Oktober desselben Jahres vollzogen wurde, für den Übergang zum Sozialismus engagierte.
Der I. Landeskongress des Neudemokratischen Jugendverbandes Chinas fand im April 1949 statt.
Auf dem III. Landeskongress im Mai 1957 wurde er in Kommunistischer Jugendverband Chinas (KJVC) umbenannt.

### 1978–2008
1978, neun Jahre nach dem offiziellen Ende der Kulturrevolution (1966 – 1969), konnte der X. Kongress des KJVC durchgeführt werden, nachdem der Jugendverband während der Kulturrevolution gezwungen war, sein Wirken für lange Zeit zu unterbrechen.
In den Jahren 1984–1991 führte der KJVC Wiederaufforstungsprojekte durch, an denen jedes Jahr über eine 200 Millionen Jugendliche teilnahmen. Insgesamt wurde eine Fläche von über anderthalb Millionen ha bepflanzt.
Für die Hilfe für die Opfer des Erdbebens in Sichuan (12. Mai 2008) sowie für die Olympischen Spiele 2008 in Peking mobilisierte der Verband Millionen Freiwillige.
Vom 10. bis 13. Juni 2008 fand der XVI. Kongress des KJVC statt, auf dem 1500 Delegierte über 75 Millionen Mitglieder vertraten. Auf dem XVI. Kongress waren auch Hu Jintao (Generalsekretär des ZK der KPCh und Präsident der VRCh) sowie Li Changchun (Mitglied des Ständigen Ausschusses des Politbüros des ZK der KPCh) anwesend. Auf der Tagesordnung standen die Diskussion über die zukünftige Arbeit des KJVC, die Änderung des Statuts, die Entgegennahme des Berichts des alten ZK und die Wahl eines neuen ZK des KJVC.

### Zeittafel zur Geschichte des Kommunistischen Jugendverbandes Chinas
- 1920: Gründung des ersten sozialistischen Jugendverbandes in Shanghai;
- Mai 1922: Gründung des Sozialistischen Jugendverbandes Chinas auf Initiative der KPCh;
- Januar 1925: III. Nationale Delegiertentagung. Umbenennung in Kommunistischer Jugendverband Chinas (KJVC);
- 1937–1945: Antijapanischer Krieg. Bemühungen des KJVC zur Organisation des antijapanischen Widerstandes der Jugend;
- Januar 1949: Gründung des Neudemokratischen Jugendverbandes Chinas auf Beschluss des ZK der KPCh;
- April 1949: I. Landeskongress des Neudemokratischen Jugendverbandes Chinas;
- Mai 1957: III. Landeskongress des Neudemokratischen Jugendverbandes Chinas; Umbenennung in Kommunistischer Jugendverband Chinas (KJVC);
- 1966–1969: Kulturrevolution. Unterbrechung der Tätigkeit des KJVC für lange Zeit;
- 1978: X. Kongress des KJVC;
- 1984–1991: Wiederaufforstungsprojekte. Über 200 Mill. Teilnehmer in jedem Jahr; Bepflanzung einer Fläche von insgesamt 1,5 Mill. ha;
- 12. Mai 2008: Ein Erdbeben, durch das 69.227 Menschen getötet werden, verwüstet die Provinz Sichuan. Der KJVC leistet tatkräftige Hilfe und mobilisiert Millionen Jugendliche;
- 10.–13. Juni 2008: XVI. Kongress des KJVC. 1500 Delegierte vertreten über 75 Mill. Mitglieder. Führende Repräsentanten der KPCh (Hu Jintao, Li Changchun) sind anwesend. Diskussion über die zukünftige Verbandsarbeit, Änderung des Statuts, Entgegennahme des Berichts des alten ZK und Wahl eines neuen ZK des KJVC.

## Organisation
Dem KJVC gehörten 2008 75 Millionen Mitglieder im Alter von 14 bis 28 Jahren an. Somit ist fast jeder vierte Jugendliche im KJVC organisiert.
„Insgesamt gliedert sich der Verband in sechs Organisationsebenen. Neben dem Zentralkomitee werden auf Provinz-, Stadt- und Kreisebene Vorstände gewählt. Darunter gibt es Basisorganisationen, Hauptzellen und Zellen.“
Neben dem ZK sind die Komitees für allgemeine Angelegenheiten von besonderer Bedeutung; sie regeln die tägliche Arbeit des KJVC.
Der Verband ist wichtigstes Organ der sich aus mehreren Jugendverbänden zusammensetzenden Allchinesischen Jugendverbandes.

## Publikationen
Die offizielle Zeitung der Organisation ist Jugendzeitung Chinas mit einer Auflage von 400.000 Exemplaren. Die Beilage „Gefrierpunkt“ fiel zwischenzeitlich der staatlichen Zensur zum Opfer und wurde 2006 kurzzeitig verboten.
Der verbandseigene Verlag ist der 1950 gegründete Chinesische Jugendverlag.

## „Kaderschmiede“ für die KPCh
Der Jugendverband ist eine „Kaderschmiede“ für die KPCh. Jedes Jahr treten ca. eine Million Mitglieder des KJVC in die Partei ein.
Zahlreiche führende Mitglieder des KJVC, z. B. Hu Yaobang, wurden später führende Repräsentanten der KPCh.

## Sonstiges
Im November 2010 wurde im Verwaltungsgebiet der bezirksfreien Stadt Jiujiang eine neue kreisfreie Stadt gegründet. Ihr wurde der Name Gongqingcheng, wörtlich "Stadt der kommunistischen Jugend", verliehen, der sich auf ihre Geschichte als Urbarmachungsprojekt des KJVC bezieht.